# Kristie Macosko Krieger
Kristie Macosko Krieger is een Amerikaanse filmproducente. Ze is vooral bekend van haar samenwerkingen met regisseur en producent Steven Spielberg.

## Carrière
Kristie Macosko behaalde in 1992 een bachelordiploma sociologie aan de Universiteit van Californië - Davis.
Na haar studies ging ze aan de slag bij de publiciteitsafdeling van Amblin Entertainment, het productiebedrijf van filmregisseur Steven Spielberg en producenten Kathleen Kennedy en Frank Marshall. In 1995 belandde ze bij Shoah Foundation, een stichting die door Spielberg opgericht werd en getuigenissen van Holocaust-overlevers registreerde. Twee jaar later werd ze de assistente van de filmregisseur.
Sinds 1997 werkt Macosko in dienst van Spielberg en verscheidene projecten van diens productiebedrijf Amblin en filmstudio DreamWorks. Als assistente kreeg ze steeds meer verantwoordelijkheid van de regisseur, waardoor ze uiteindelijk de rol van (co-)producente kreeg. In 2008 maakte ze met de avonturenfilm Indiana Jones and the Kingdom of the Crystal Skull haar debuut als (assistent-)producente. Voor de spionagethriller Bridge of Spies (2015) werd ze genomineerd voor de Oscar voor beste film.

## Prijzen en nominaties
| Film                   | Prijs         | Categorie  | Resultaat   |
| ---------------------- | ------------- | ---------- | ----------- |
| Bridge of Spies (2015) | Academy Award | Beste film | Genomineerd |
| Bridge of Spies (2015) | BAFTA Award   | Beste film | Genomineerd |
| The Post (2017)        | Academy Award | Beste film | Genomineerd |

## Filmografie
Als producente
| Jaar | Titel                                              | Rol                |
| ---- | -------------------------------------------------- | ------------------ |
| 2008 | Indiana Jones and the Kingdom of the Crystal Skull | associate producer |
| 2011 | War Horse                                          | associate producer |
| 2012 | Lincoln                                            | co-producer        |
| 2015 | Bridge of Spies                                    | producer           |
| 2016 | The BFG                                            | executive producer |
| 2017 | The Post                                           | producer           |
| 2018 | Ready Player One                                   | producer           |
| 2020 | The Trial of the Chicago 7                         | executive producer |
| 2021 | West Side Story                                    | producer           |
| 2022 | The Fabelmans                                      | producer           |